# 漢普森山
漢普森山是南極洲的山峰，位於恩德比地，屬於圖拉山脈的一部分，處於羅德斯山以北2公里，該山峰根據澳大利亞探險隊的空中照片被繪入地圖。
66°48′S 51°11′E / 66.800°S 51.183°E